# Selecció de futbol de la República d'Irlanda
La Selecció de futbol d'Irlanda és l'equip representatiu del país en les competicions oficials. La seva organització està a càrrec de l'Associació de Futbol d'Irlanda, pertanyent a la UEFA.
Irlanda es va classificar per primera vegada a un torneig internacional, el 1988 per a l'Eurocopa d'aquell any. Ha participat en tres Copes del Món, arribant a quarts de final en Itàlia 1990 i una respectable actuació en la Corea i Japó 2002.

## Participacions en la Copa del Món
- 1930 - No participà
- Des de 1934 a 1986 - No es classificà
- 1990 - Quarts de final - 8é lloc
- 1994 - Vuitens de final - 16é lloc
- 1998 - No es classificà
- 2002 - Vuitens de final - 12é lloc
- Des de 2006 a 2018 - No es classificà

## Participacions en l'Eurocopa
- 1960 - No es classificà
- 1964 - Quarts de final
- Des de 1968 a 1984 - No es classificà
- 1988 - Primera fase
- Des de 1992 a 2008 - No es classificà
- 2012 - Primera fase
- 2016 - Vuitens de final

## Estadístiques
- Participacions en Copes del Món = 3
- Primera Copa del Món = 1990
- Millor resultat en la Copa del Món = Quarts de final (1990)
- Participacions en Eurocopes = 1
- Primera Eurocopa = 1988
- Millor resultat en l'Eurocopa = Primera fase (1988)
- Participacions olímpiques = 2
- Primers Jocs Olímpics = 1924
- Millor resultat olímpic = Sense medalles
- Primer partit

| Itàlia | 3–0 | República d'Irlanda |
| ------ | --- | ------------------- |
|        |     |                     |

 Torí, (Itàlia)        
- Major victòria

| República d'Irlanda | 8–0 | Malta |
| ------------------- | --- | ----- |
|                     |     |       |

 Dublín, (Irlanda)        
- Major derrota

| Brasil | 7–0 | República d'Irlanda |
| ------ | --- | ------------------- |
|        |     |                     |

 Uberlândia, (Brasil)        

## Jugadors
Els jugadors convocats pel Campionat d'Europa de futbol 2016
| Dorsal | Posició | Jugador          | Data de naixement/edat | Partits | Gols | Club                 |
| ------ | ------- | ---------------- | ---------------------- | ------- | ---- | -------------------- |
| 1      | POR     | Keiren Westwood  | 23 d'octubre de 1984   | 18      | 0    | Sheffield Wednesday  |
| 2      | DEF     | Séamus Coleman   | 11 d'octubre de 1988   | 34      | 0    | Everton              |
| 3      | DEF     | Ciaran Clark     | 26 de setembre de 1989 | 17      | 2    | Aston Villa          |
| 4      | DEF     | John O'Shea      | 30 d'abril de 1981     | 111     | 3    | Sunderland           |
| 5      | DEF     | Richard Keogh    | 11 d'agost de 1986     | 12      | 1    | Derby County         |
| 6      | MIG     | Glenn Whelan     | 13 de gener de 1984    | 71      | 2    | Stoke City           |
| 7      | MIG     | Aiden McGeady    | 4 d'abril de 1986      | 82      | 5    | Everton              |
| 8      | MIG     | James McCarthy   | 12 de novembre de 1990 | 35      | 0    | Everton              |
| 9      | DAV     | Shane Long       | 22 de gener de 1987    | 63      | 16   | Southampton          |
| 10     | DAV     | Robbie Keane     | 8 de juliol de 1980    | 143     | 67   | LA Galaxy (capità)   |
| 11     | MIG     | James McClean    | 22 d'abril de 1989     | 38      | 5    | West Bromwich Albion |
| 12     | DEF     | Shane Duffy      | 1 de gener de 1992     | 3       | 0    | Blackburn Rovers     |
| 13     | MIG     | Jeff Hendrick    | 31 de gener de 1992    | 21      | 0    | Derby County         |
| 14     | DAV     | Jonathan Walters | 20 de setembre de 1983 | 39      | 10   | Stoke City           |
| 15     | DEF     | Cyrus Christie   | 30 de setembre de 1992 | 5       | 1    | Derby County         |
| 16     | POR     | Shay Given       | 20 d'abril de 1976     | 134     | 0    | Stoke City           |
| 17     | DEF     | Stephen Ward     | 20 d'agost de 1985     | 33      | 3    | Burnley              |
| 18     | MIG     | David Meyler     | 29 de maig de 1989     | 16      | 0    | Hull City            |
| 19     | MIG     | Robbie Brady     | 14 de gener de 1992    | 23      | 4    | Norwich City         |
| 20     | MIG     | Wes Hoolahan     | 20 de maig de 1982     | 30      | 2    | Norwich City         |
| 21     | DAV     | Daryl Murphy     | 15 de març de 1983     | 21      | 0    | Ipswich Town         |
| 22     | MIG     | Stephen Quinn    | 4 d'abril de 1986      | 15      | 0    | Reading              |
| 23     | POR     | Darren Randolph  | 12 de maig de 1987     | 9       | 0    | West Ham United      |

## Jugadors històrics
| - John Aldridge - Michael Robinson - Pat Bonner - Liam Brady - Gary Breen - Shay Brennan | - Kenny Cunningham - Damien Duff - Tony Dunne - Eamon Dunphy - Shay Given - John Giles | - Ray Houghton - Denis Irwin - Robbie Keane - Roy Keane - Mark Lawrenson - Mick McCarthy | - Paul McGrath - Kevin Moran - David O'Leary - Niall Quinn - Steve Staunton - Frank Stapleton - Ronnie Whelan |